# Aeroporto de Jerusalém

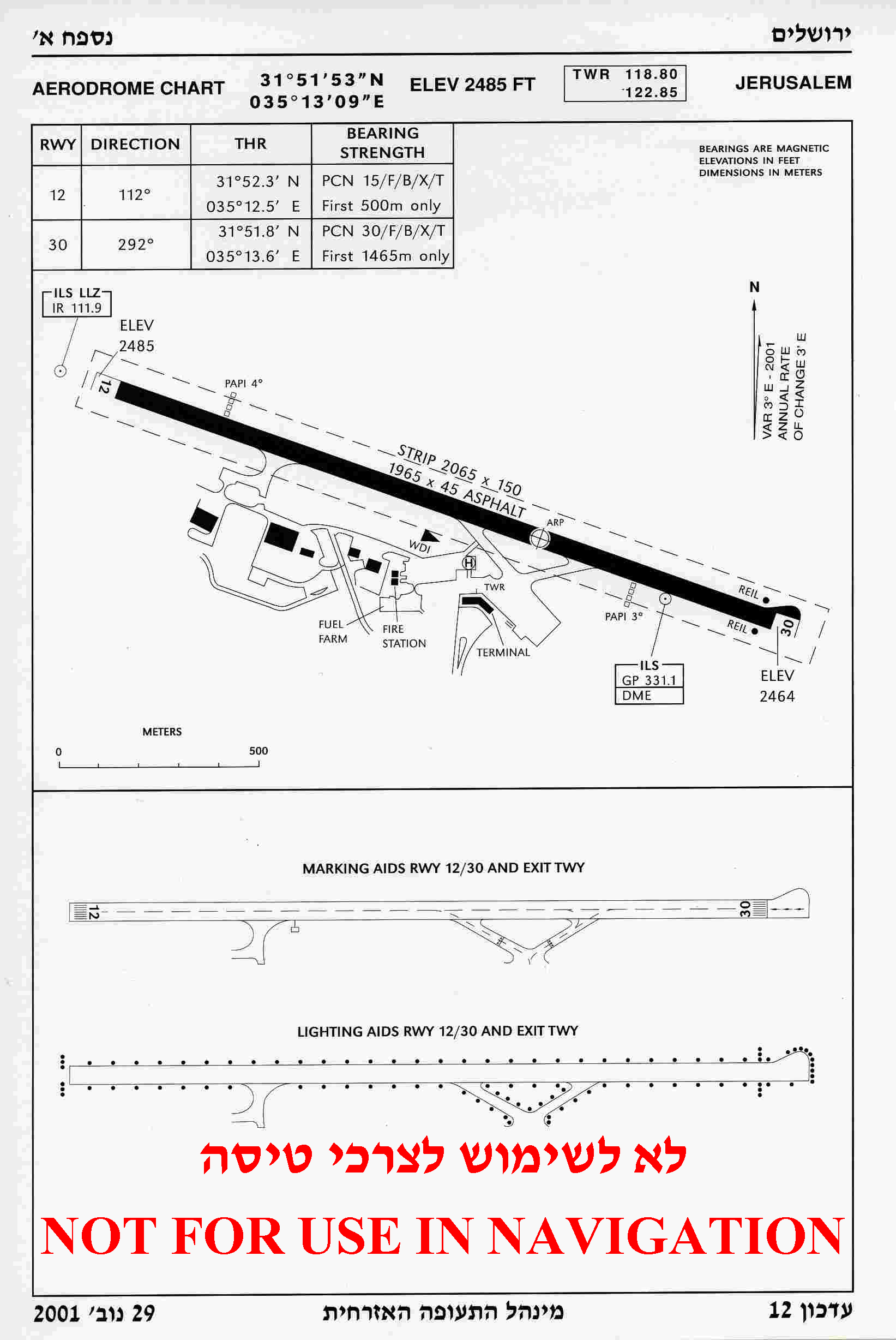

Aeroporto de Jerusalém (Aeroporto de Atarote / Aeroporto de Calandia) é um pequeno aeroporto localizado entre Jerusalém e Ramala. Quando foi inaugurado, em 1920, foi o primeiro aeroporto no Mandato Britânico da Palestina. Ele foi fechado para o tráfego civil por altura do começo da Segunda Intifada em 2001.
De 1920 até 1930, o aeródromo em Calandia era o único aeroporto do Mandato Britânico da Palestina. Foi usado pelas autoridades militares britânicas e convidados de destaque com destino a Jerusalém. Em 1931, o governo desapropriou terras da aldeia judaica de Atarote para expandir o aeródromo, tendo no processo havido demolição de casas e arranque de pomares. Em 1936, o aeroporto foi aberto para voos regulares. A aldeia de Atarote foi capturada e destruída pela Legião Árabe jordana durante a guerra árabe-israelense de 1948.
De 1948 até à Guerra dos Seis Dias em junho de 1967, o aeroporto estava sob controle da Jordânia, com a designação  OJJR . Após a Guerra dos Seis Dias, o aeroporto de Jerusalém foi incorporada na área municipal da cidade de Jerusalém, mudando a designação para  LLJR .

## Galeria

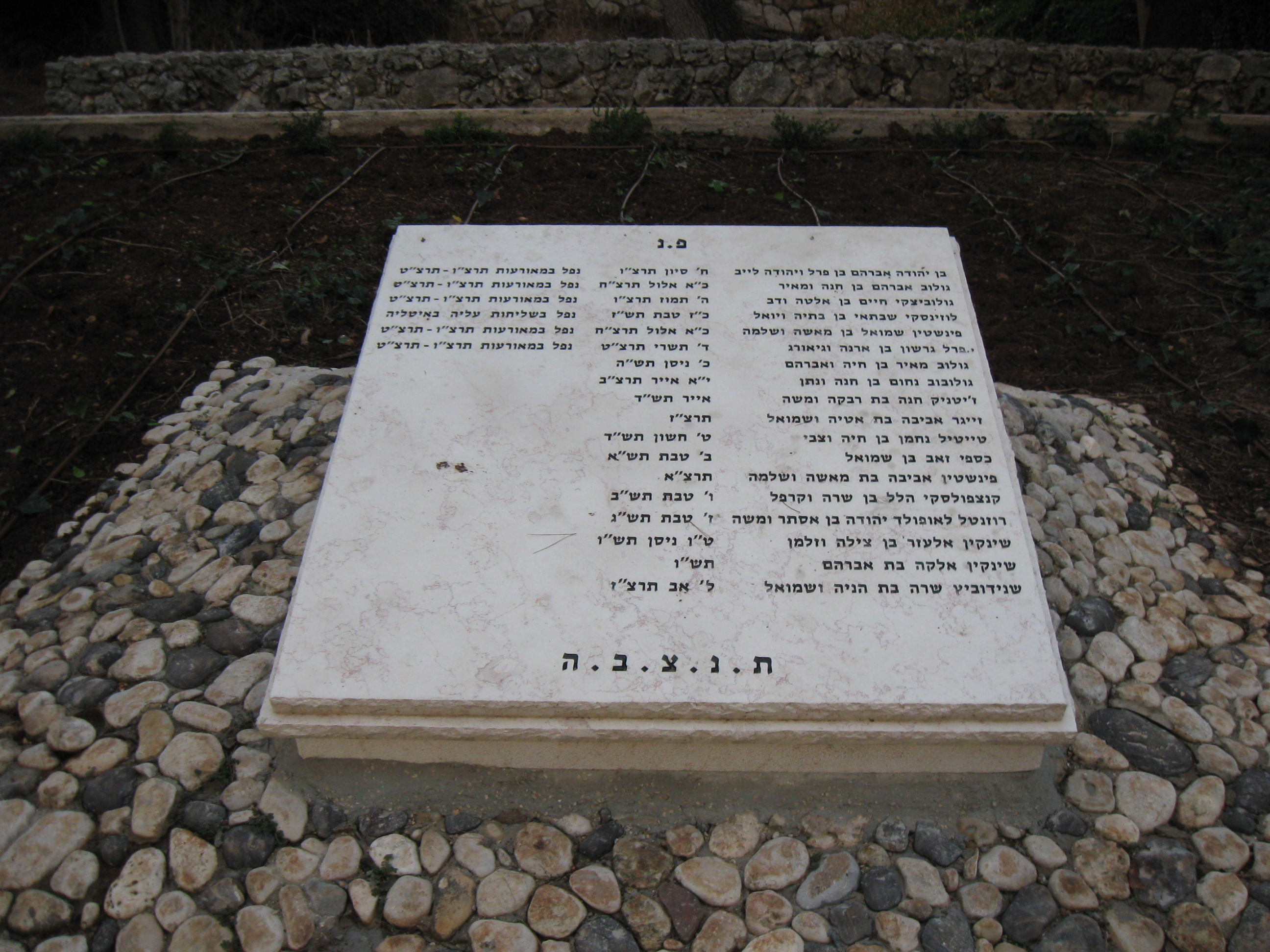
Аtarot Cemitério perto do "Aeroporto de Jerusalém"
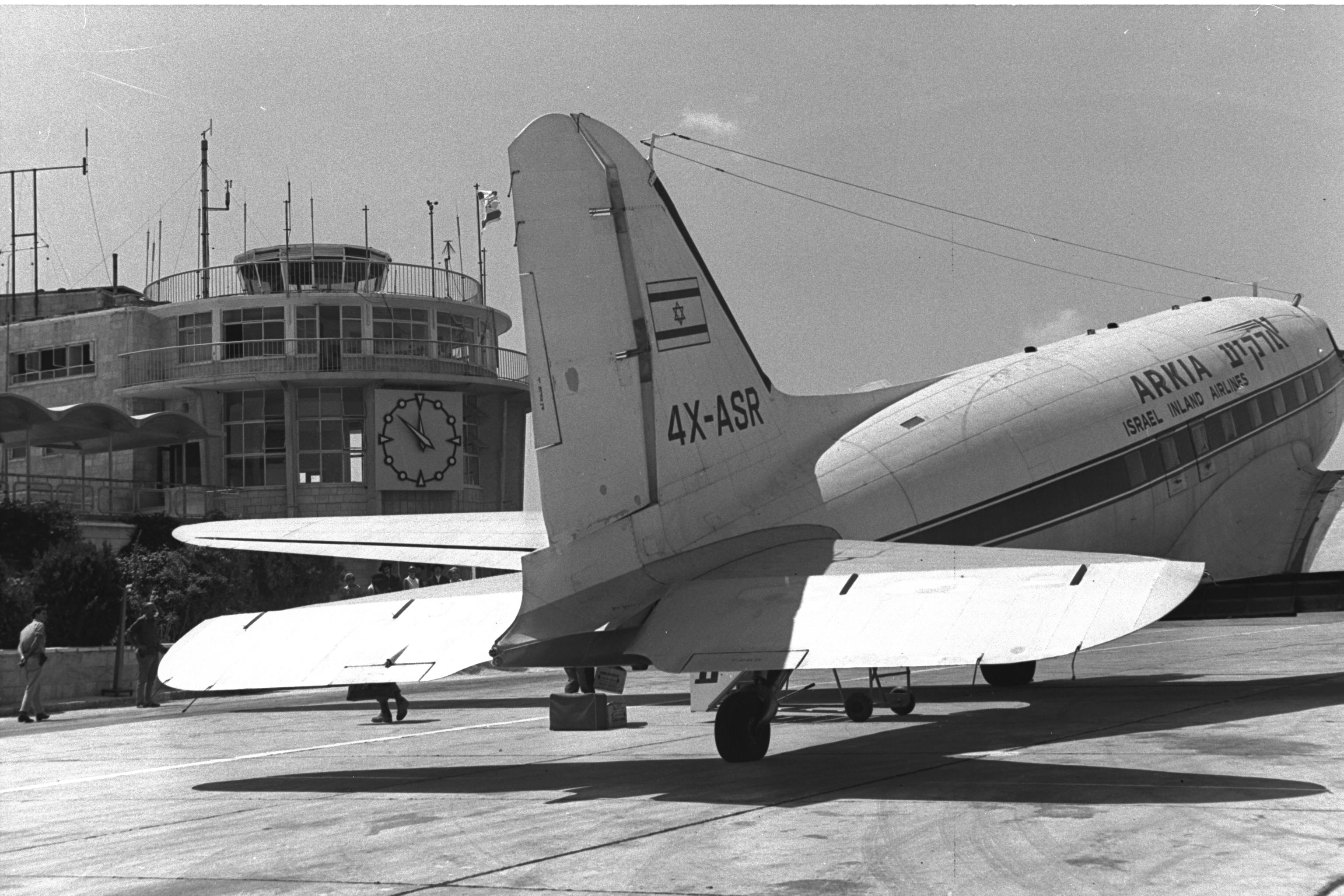
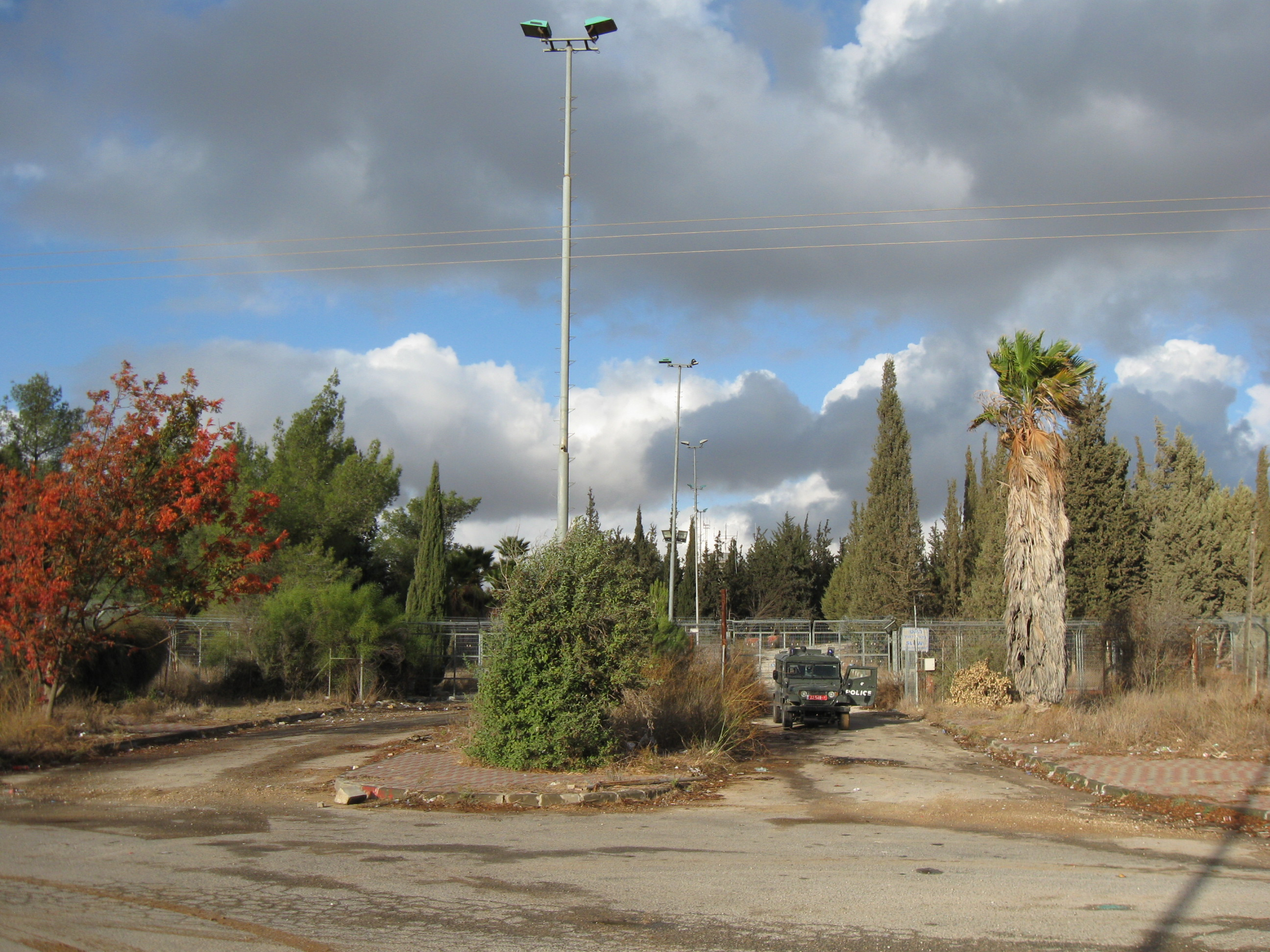